# 小行星5119
小行星5119（5119 Imbrius）是一颗围绕太阳公转的小行星。1988年9月8日，波爾·延森在霍尔拜克发现了此天体。
該小行星以希臘神話的人物安布留斯命名。
这颗小行星的绝对星等为16.99417等。